# حركة التحرير الوطنية الأردنية
حركة التحرير الوطني الأردني حركة سياسية أردنية سرية مرتبطة بالجبهة الديمقراطية لتحرير فلسطين. اعتبرت الحركة الحكومة الأردنية فاشية. في وصفها الخاص طالبت بإزالة حكومة وصفي التل وتحرير الأردن من النفوذ الاستعماري الأمريكي والبريطاني.
بدأت الجماعة عملياتها المسلحة في 11 سبتمبر 1971. شملت بعض أعمالها:
- 11 سبتمبر 1971: قنبلة وضعت خارج مبنى شرطة الأمن في العبدلي (عمان). أصيب اثنان من رجال الشرطة بجروح.
- 12 سبتمبر 1971: قصفت «مطعم أبو أحمد» الذي يزوره كبار الضباط في كثير من الأحيان.
- 13 سبتمبر 1971: انفجار لغم أرضي خارج القاعدة العسكرية في إربد.
- 19 سبتمبر 1971: دبابة أردنية دمرها لغم أرضي في جبل شمال الأردن.
- 9 نوفمبر 1971: قنبلة يدوية أطلقت على سيارة لاند روفر تابعة للجيش الأردني في إربد. الجنود تضرروا.
- 13 ديسمبر 1971: قنبلة حارقة أطلقت في الارتباط الأردني في جنيف. أصيب اثنان من رجال الشرطة وأحد رجال الإطفاء بجروح خطيرة.